# Фарро, Джош
Джош Фарро (29 сентября 1987; Вурхис, Нью-Джерси, США) — американский рок-музыкант, гитарист коллектива Novel American, бывший гитарист Paramore.

## Биография
Начал играть на гитаре в возрасте 13 лет. С 2004 года выступал в составе группы Paramore. В декабре 2010 года вместе с братом Заком покинул проект.
2 февраля 2011 года Джош Фарро объявил на своём аккаунте в Twitter о том, что он собрал новую группу, которая была названа «Novel American». В составе школьные друзья Джоша — Ван Бизли, Тайлер Вард и Райан Кларк. В своей новой группе Фарро является гитаристом и говорит о том, что роль вокалиста не для него. По поводу стиля группы Джош сказал, что они будут играть что-то похожее на Radiohead, Jimmy Eat World, Sigur Rós и Explosions in the Sky. 22 февраля 2011 года было объявлено, что брат Джоша Зак заменит Тайлера Варда на барабанах.